# Ханмор, Иэн
Иэн Ханмор (англ. Ian Hanmore) — шотландский актёр, известный по роли колдуна Пиата Прея во втором сезоне сериала канала HBO «Игра престолов».

## Карьера
Он сыграл Альберта Флада в «Экстрасенсе», отца Маргарет в «Сёстрах Магдалины», лорда Рутвена в «Марии — королеве Шотландии» и отца Анджело в эпизоде 2006 года «Клык и коготь» сериала «Доктор Кто».
Он сыграл Гида в «Путеводителе» Джеймса Грэма и появился во множестве других театральных постановок, включая «Падение Трона Павлина» Криса Ли, где он сыграл Мохаммеда Моссадека. Его совсем недавней ролью была роль Джо Некки в безымянном проекте, адаптирующем «Книгу Каина» Александра Трокки.
Он озвучил в аудиокнигах версии различных криминальных романов, включая работы Джеймса Освальда и Стюарта Макбрайда.

## Фильмография

### Фильмы
| Год  | Название                                | Ориг. название                          | Роль                | Примечания         |
| ---- | --------------------------------------- | --------------------------------------- | ------------------- | ------------------ |
| 1996 | Человек-бабочка                         | The Butterfly Man                       | Том Рейд            | короткометражка    |
| 1998 | После смерти                            | Postmortem                              | Теодор Саймс        |                    |
| 1999 | Лягушка                                 | Frog                                    | священник           | короткометражка    |
| 2002 | Сёстры Магдалины                        | The Magdalene Sisters                   | отец Маргарет       |                    |
| 2003 | Молодой Адам                            | Young Adam                              | грузовой смотритель |                    |
| 2005 | Возмездие                               | Retribution                             | Деннис Маккензи     |                    |
| 2005 | Миссис Хендерсон представляет           | Mrs Henderson Presents                  | игрок в покер       | в титрах не указан |
| 2011 | Экстрасенс                              | The Awakening                           | Альберт Флад        |                    |
| 2013 | Мария — королева Шотландии              | Mary Queen of Scots                     | лорд Рутвен         |                    |
| 2023 | Подземелья и драконы: Честь среди воров | Dungeons & Dragons: Honor Among Thieves | Сзасс Тэм           |                    |

### Телевидение
| Год  | Название          | Ориг. название  | Роль          | Примечания                                                                        |
| ---- | ----------------- | --------------- | ------------- | --------------------------------------------------------------------------------- |
| 2006 | Доктор Кто        | Doctor Who      | отец Анджело  | Эпизод: «Клык и коготь»                                                           |
| 2007 | Жизнь на Марсе    | Life on Mars    | Питер Уилкс   | эпизод #2.7                                                                       |
| 2007 | Всё ещё игра      | Still Game      | дворецкий     | Эпизод: «Fly Society»                                                             |
| 2009 | Бесстыдники       | Shameless       | Роберт        | Эпизод #6.10                                                                      |
| 2011 | Воскрешая мёртвых | Waking the Dead | Эрнст Гейгер  | Эпизоды: «Предвестник: Часть 1» «Предвестник: Часть 2»                            |
| 2012 | Игра престолов    | Game of Thrones | Пиат Прей     | Эпизоды: «Костяной Сад» «Призрак Харренхола» «Человек без чести» «Валар Моргулис» |
| 2015 | Чужестранка       | Outlander       | отец Ансельм  | Эпизод: «To Ransom a Man's Soul»                                                  |
| 2021 | Преступление      | Crime           | Томми Лаугран | 3 эпизода                                                                         |